# Línguas himalaias
Línguas Himalaias é uma família geográfica de línguas tibeto-birmanesas assim classificada por James Matisoff e assim usada por  Ethnologue. Não é uma proposição com base em relações genealógicas, mas um rótulo conveniente e provisório até que estudos comparativos mais completos sejam feitos. As línguas himalaias são falada ao longo da região do Himalaia que inclui Nepal, Índia, Butão, Tibete e outras áreas da China.
Nessa família se enquadram sub-grupos como: 
- Línguas mahakiranti
- Línguas tibeto-kanuari
- Línguas tibetanas
- Língua baima
- Língua bhasa